# Temeke

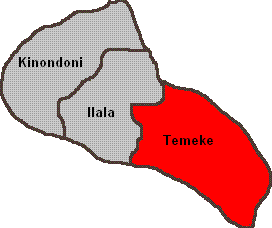
Localización de Temeke.

El distrito de Temeke (6°52′9″S 39°15′40″E / -6.86917, 39.26111) es uno de los 3 distritos en que se divide la ciudad de Dar es-Salam, en Tanzania. Temeke es el que se encuentra más al sur, mientras que Ilala se encuentra en la parte central y Kinondoni en el noroeste de la ciudad. 
Según el Censo Nacional del año 2002, en Temeke hay una población de 768.451 habitantes, en un área de 786,5 km².

## Distritos electorales
El distrito de Temeke se encuentra dividido en 24 distritos electorales, los cuales son:
| - Azimio - Chamazi - Chang'ombe - Charambe - Keko - Kigamboni - Kibada - Kimbiji - Kisarawe - Kurasini - Makangarawe - Mbagala | - Miburani - Mjimwema - Mtoni - Pemba Mnazi - Sandali - Somangira - Tandika - Temeke - Toangoma - Vijibweni - Yombo Vituka |